# Mélite, ou les fausses lettres
Mélite, ou les fausses lettres (Melita, o les cartes falses) és una comèdia d'intriga en 5 actes, en versos alexandrins aparellats, de Pierre Corneille, estrenada al Théâtre du Marais de París, el mes de desembre de 1629.

## Argument
L'acció té lloc a París. Erast, enamorat de Melita, fa que aquesta conegui el seu amic Tirci; poc després, per gelosia al seu oponent, mana enviar de part de Melita unes suposades cartes d'amor a Filandre, promès de Cloris, germana de Tirci. Filandre, que havia resolt abandonar Cloris per Melita, ensenya aquestes cartes a Tirci. Aquest cau en la desesperació i es retira a casa de Lisi, que porta a Melita la falsa notícia de la seva mort. Ella cau desmaiada en rebre-la i dona testimoni del seu amor. Lisi li diu la veritat i fa tornar Tirci, que la converteix en la seva esposa. Mentrestant, Clitó, en veure Melita desmaiada, creu que ha mort i porta la notícia a Erast. També li comunica la mort de Tirci. Erast, ple de remordiments, es torna boig, però recupera el seny gràcies a la mainadera de Melita, que li fa saber que tant Melita com Tirci estan vius. Se'n va a demanar perdó per la seva malifeta i obté l'amor de Cloris, que no vol saber res de Filandre per la seva lleugeresa.

## Personatges
- Erast, enamorat de Melita
- Tirci, amic d'Erast i el seu rival
- Filandre, amant de Cloris
- Melita, estimada d'Erast i de Tirci
- Cloris, germana de Tirci
- Lisi, amic de Tirci
- Clitó, veí de Melita
- La mainadera de Melita